# Clarksville (Indiana)
Clarksville és una població dels Estats Units a l'estat d'Indiana. Segons el cens del 2008 tenia 46.658 habitants.

## Demografia
Segons el cens del 2000, Clarksville tenia 21.400 habitants, 8.984 habitatges, i 5.561 famílies. La densitat de població era de 818,9 habitants per km².
Dels 8.984 habitatges en un 28,4% hi vivien nens de menys de 18 anys, en un 44,4% hi vivien parelles casades, en un 13,3% dones solteres, i en un 38,1% no eren unitats familiars. En el 31,6% dels habitatges hi vivien persones soles el 13,2% de les quals corresponia a persones de 65 anys o més que vivien soles. El nombre mitjà de persones vivint en cada habitatge era de 2,32 i el nombre mitjà de persones que vivien en cada família era de 2,92.
Per edats la població es repartia de la següent manera: un 23,1% tenia menys de 18 anys, un 9,9% entre 18 i 24, un 29,8% entre 25 i 44, un 22% de 45 a 60 i un 15,2% 65 anys o més.
L'edat mediana era de 36 anys. Per cada 100 dones de 18 o més anys hi havia 87,8 homes.
La renda mediana per habitatge era de 35.473 $ i la renda mediana per família de 44.688 $. Els homes tenien una renda mediana de 30.860 $ mentre que les dones 23.329 $. La renda per capita de la població era de 20.315 $. Entorn del 5,6% de les famílies i el 8,1% de la població estaven per davall del llindar de pobresa.

## Poblacions més properes
El següent diagrama mostra les poblacions més properes.